# Arbetarnas bildningsförbund (Sverige)

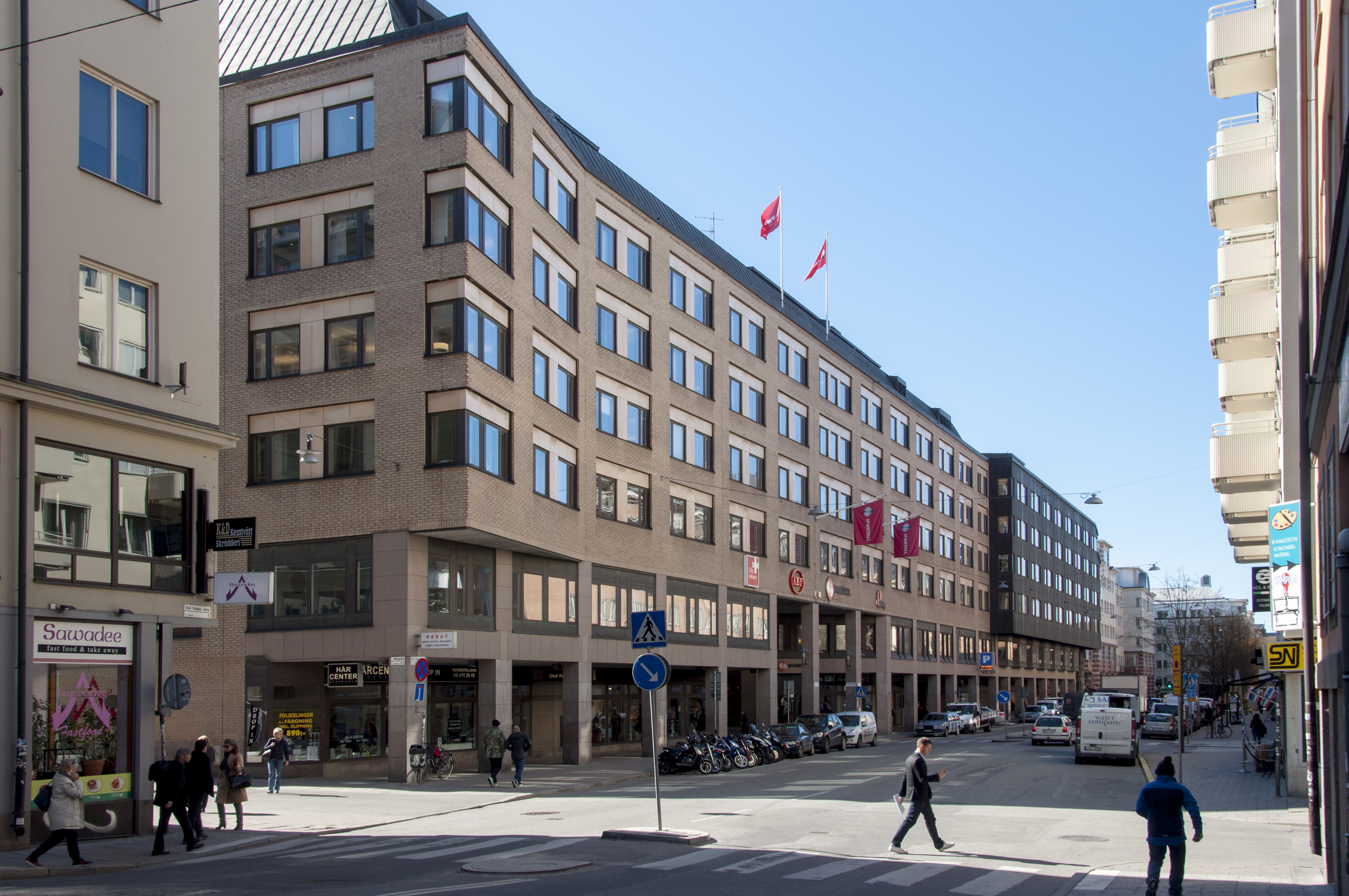
ABF:s förbundskontor på Olof Palmes gata, Stockholm

Arbetarnas Bildningsförbund (ABF) är Sveriges största studieförbund med ett femtiotal medlemsorganisationer och ett femtiotal organisationer med samarbetsavtal.
ABF finns i alla landets 290 kommuner och erbjuder studiecirklar, kurser, föreläsningar och kulturarrangemang.
ABF är partipolitiskt obundet men värderingarna sammanfaller med, och verksamheten främjar och deltar i en samhällsomdaning i överensstämmelse med, arbetarrörelsens värderingar. Samtliga ordföranden och förbundssekreterare genom historien har varit socialdemokrater.

## Värdegrund och målsättningar
ABF:s värdegrund utgår från idéprogrammet "Gör en annan värld möjlig" som klubbades igenom av förbundsstämman 2016. Idéprogrammet som fungerar som en grund för planering, prioriteringar och beslut i all verksamhet.
ABF vill genom en fri och frivillig bildningsverksamhet, grundad på jämlikhetens, solidaritetens och demokratins principer: 
- främja, och själv delta i, en samhällsomdaning i överensstämmelse med arbetarrörelsens grundläggande värderingar;
- utbilda sina anslutna organisationers medlemmar för uppgifter i föreningsliv, arbetsliv och samhälle;
- samt skapa förutsättningar för delaktighet och valfrihet i utbildning och kulturliv för alla människor.[1]

2020 antog förbundsstämman en ny inkluderingspolicy enligt vilket ett inkluderingsarbete ska präglas av ett normkritiskt förhållningssätt. Enligt ABF omfattar policyn "alla nivåer i ABFs organisation och alla som är verksamma inom ABF: förtroendevalda, anställda och cirkelledare."

## Historik
ABF bildades år 1912 på Brunnsviks folkhögskola av representanter för Järnvägsmannaförbundet, KF, LO, SAP, SDUF, Stockholms Arbetarbiblioteksförbund och Typografförbundet. Initiativet till förbundet togs av socialdemokraten, marxisten och folkbildaren Rickard Sandler. Tanken var att samordna och utveckla den bildningsverksamhet som redan pågick inom arbetarrörelsen. 
Tidigt arrangerades föreläsningar och föreläsningsturnéer runt om i Sverige. Författare, akademiker och agitatorer samlade publik i arbetarområden runtom i Sverige där bildningstörsten var stor. En av ABF:s tidigare verksamheter var folkbibliotek med boklådor som byggdes upp från slutet av 1800-talet, vilket gjorde litteratur tillgänglig för arbetarklassen. Arbetare fick också konkreta kunskaper som krävdes för att organisera sig i fackföreningar och folkrörelser. 
1912 beslutade riksdagen att studiecirklar kunde få statsbidrag till inköp av böcker. Böckerna som användes som studiematerial i studiecirklarna överlämnades sedan till folkbibliotek. Att statsbidraget kunde ges till riksorganisationer sporrade bildandet av ABF.
Folkbildningens metoder och institutioner växte fram som ett alternativ, så att även de som inte fick tillgång till det högre, offentliga utbildningssystemet kunde bilda sig. För arbetarklassen var folkbildningen en metod för att organisera sig och införskaffa sig de kunskaper som behövdes för att utmana den rådande makten. Genom åren har ABF varit en mötesplats och ett samarbetsorgan för stora delar av den svenska arbetarrörelsen.

## Organisation
Verksamheten inom ABF bedrivs av ett femtiotal ABF-avdelningar runt om i landet. Sedan en stadgeförändring 2008 består förbundsstyrelsen till hälften av representanter från medlemsorganisationerna och till hälften av representanter från ABF-avdelningarna.
Bland de mest kända medlemsorganisationerna finns förutom Landsorganisationen (LO), Kooperativa förbundet (KF), Socialdemokraterna och Vänsterpartiet och deras sidoorganisationer bland andra Hyresgästföreningen, HSB:s riksorganisation, Pensionärernas Riksorganisation (PRO) och åtskilliga funktionshinders- och etniska organisationer. ABF:s tidskrift och medlemsorgan är Fönstret, vars första nummer gavs ut 1954.

### Medlemsorganisationer
Medlemsorganisationer i ABF:

- Arbetarteaterförbundet
- Astma- och Allergiförbundet
- Blodcancerförbundet
- DHR – Delaktighet, Handlingskraft, Rörelsefrihet
- Dyslexiförbundet FMLS
- Finlandssvenskarnas Riksförbund i Sverige
- Förbundet Sveriges Dövblinda
- Grekiska Riksförbundet
- HBT-socialdemokrater
- HSB Riksförbund
- Hyresgästföreningen Riksförbundet
- Hörselskadades Riksförbund
- ILCO
- Iranska Riksförbundet i Sverige
- Kooperativa Förbundet
- Kurdiska Riksförbundet
- Landsorganisationen i Sverige (LO)
- Mag- och tarmförbundet
- Makedoniska Riksförbundet i Sverige
- Mun- och halscancerförbundet
- Njurförbundet
- Pensionärernas Riksorganisation
- Psoriasisförbundet
- Reumatikerförbundet
- Riksbyggen
- Riksförbundet för döva, hörselskadade och språkstörda barn
- Riksförbundet för homosexuellas, bisexuellas och transpersoners rättigheter
- Riksförbundet för Rörelsehindrade Barn och Ungdomar
- Riksförbundet HjärtLung
- Riksorganisationen Folkets Hus och Parker
- Riksförbundet för Social och Mental Hälsa (RSMH)
- Serbernas Riksförbund i Sverige
- Socialdemokrater för tro och solidaritet
- Socialdemokratiska Studentförbundet
- Svenska Arbetarsångarförbundet
- Svenska Celiakiförbundet
- Svenska Celiakiungdomsförbundet
- Svenska Diabetesförbundet
- Svenska Epilepsiförbundet
- Svenska freds- och skiljedomsföreningen
- Svenska Kommunalpensionärernas Förbund
- Svenska Kvinnors Vänsterförbund
- Sverigefinska Riksförbundet
- Sveriges Arbetares Centralorganisation
- Sveriges Dövas Riksförbund
- Sveriges Kommunistiska Parti
- Sveriges Socialdemokratiska Arbetarparti
- Sveriges Socialdemokratiska Kvinnoförbund
- Sveriges Socialdemokratiska Ungdomsförbund
- Synskadades Riksförbund
- Ung Vänster
- Unga Örnars Riksförbund
- Verdandi
- Vänsterpartiet

Uteslutningar
2016 uteslöt ABF Turkiska riksförbundet (TRF) med motiveringen att det inte delar ABF:s värdegrund. Det är första gången i ABF:s 104-åriga historia som de har uteslutit en medlemsorganisation.
2023 uteslöt ABF Ryska riksförbundet (Rurik) efter att det uppkommit uppgifter om att Rurik spridit Putinpropaganda. ABF motiverade beslutet med att Rurik gett uttryck för åsikter och värderingar som går stick i stäv med ABF:s och att ABF tar tydligt avstånd från Putinregimen i Ryssland och invasionen av Ukraina.

## Verksamhet

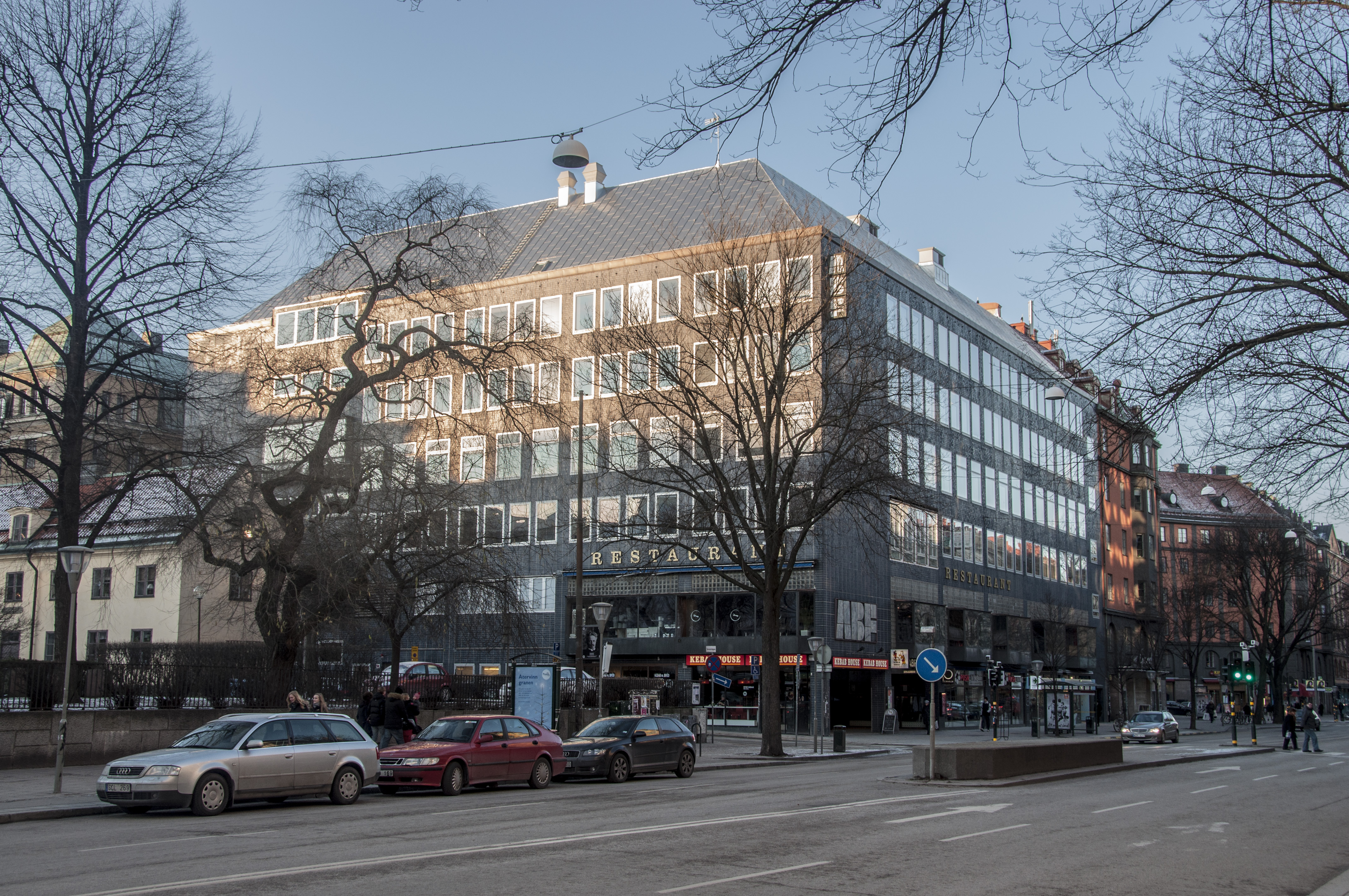
ABF-huset på Sveavägen, Stockholm

Varje år deltar 750 000 personer i ABF:s cirkel- och kursverksamhet, nära 700 000 besöker föreläsningarna och över två miljoner tar del av musik- och teaterverksamheten. Studiecirkeln är den dominerande verksamhetsformen. Föreläsningar och seminarier sker runtom i Sverige och i ABF-huset i Stockholm.   
Litteratur och läsfrämjande har varit en central del av ABF:s verksamhet sedan organisationens bildande med de så kallade ABF-biblioteken. ABF:s litteraturpris delas ut på bok- och biblioteksmässan i Göteborg årligen, och ABF är även delaktig i utdelandet av Ivar Lo-Johanssons personliga pris, Ivar Lo-priset och Moa-priset. 
Under senare år har ABF blivit utförare av kommunalt upphandlad vuxenutbildning, till exempel i Stockholm, Jönköping samt Göteborg, där ABF är den största utföraren av vuxenutbildning.
2012 fyllde ABF 100 år, vilket firades genom en jubileumsvecka i Stockholm i juni.
ABF har arrangerat Socialistiskt Forum årligen sedan 2001. Socialistiskt Forum har som syfte att samla den breda vänstern och allmänheten till debatt, lärande och opinionsbildning med utgångspunkt i arbetarrörelsens värderingar.
Feministisk Festival är en festival med fokus på gräsrotsorganisering och gratisaktiviteter som arrangerats årligen sedan 2014. På initiativ av Malmö Feministiska Nätverk, i samarbete med ABF Malmö, hölls festivalen under tre dagar på Moriska Paviljongen juni 2014.
Arbetarfilmfestivalen (Nordic Labour Film Festival, NLFF) är Nordens enda arbetarfilmfestival. Festivalen hölls i Malmö första gången 2017, och är ett initiativ av bland annat filmkollektivet RåFILM, ABF Malmö, Folkets Biograf Panora, Filmcentrum Syd och flera fackföreningar.
Projektet Hiphopbussen startade 2018, och är ett initiativ av ABF, Hyresgästföreningen och Folkets Hus och Parker. Tillsammans med Redline Recordings åker hiphopbussen till flera städer i Sverige. ABF vill med Hiphopbussen inspirera ungdomar att engagera sig i politiska frågor.
Under våren 2020 hölls den nya satsningen Folkbildning mot nazism på ABF Sörmland i Eskilstuna. Avdelningen utbildade tjugo cirkelledare kring nazismens historia och antinazistiska strategier. Året därpå, 2021, hölls en liknande utbildning på ABF Malmö under namnet Folkbildare mot nazism.
ABF har flera projekt och satsningar inom beredskap och prepping. 2017 släppte ABF tillsammans med Civilförsvarsförbundet Boken om hemberedskap. 2019 lanserade ABF podcasten Beredsam, som handlar om kris och beredskap. 2020 startade ABF projektet Preppa Tillsammans på uppdrag av MSB. Projektet pågår 2020-2023 och har som syfte att öka kunskapen om att hantera samhällskriser.
2021 lanserade ABF och LO en skrivarkurs för LO-medlemmar, ledd av författaren Anneli Jordahl. Fokus i kursen är klass och olika metoder för skrivande. Anneli Jordahl är även ledare för en skrivarskola som tagits fram av Streetgäris och ABF.
Gör din röst hörd! är en satsning för att fler ska ta plats i samhället och göra sina röster hörda. Exempel på verksamhet är ledarutbildningar inom communitykultur med teaterregissören America Vera Zavala och metodmaterialet "Du kan påverka - Gör din röst hörd!" av Sofie Johansson och Tobias Holmberg.  

## Finansiering
Verksamhetens intäkter 2021
|  | Statsbidrag 474 545 Tkr (96,31 %) |

|  | Övriga verksamhetsintäkter 7 817 Tkr (1,59 %) |

|  | Övriga bidrag 7 000 Tkr (1,42 %) |

|  | Nettoomsättning 2 126 Tkr (0,43 %) |

|  | Medlemsavgifter 1 247 Tkr (0,25 %) |

ABF:s verksamhet finansieras med bidrag från stat, landsting och kommun samt med avgifter från deltagare och medlemsorganisationer. ABF centralt får statsbidrag, och fördelar sedan ut det till lokalavdelningarna utifrån deras verksamhets omfattning.  År 2017 fick ABF 445 440 Tkr i statsbidrag. Totalt fick studieförbunden dela på 1 759 305 Tkr under 2017.
2021 uppgick statsbidragen till 474 545 Tkr och utgjorde mer än 96% av verksamhetens intäkter.

## Ledning
Alla ordföranden och förbundssekreterare genom historien har varit socialdemokrater.
Ordförande
- Karl-Petter Thorwaldsson 2004–2012
- Helén Pettersson 2012–[27]

Förbundssekreterare
- Annika Nilsson 2008–2015[27]
- Monica Widman-Lundmark 2015–2020[28]
- Annica Dahl 2020–

## Organisation
Distrikt och avdelningar i ABF:
| Distrikt                            | Avdelningar |
| ----------------------------------- | --- |
| ABF Förbundsexpedition              | Karlstad och Stockholm |
| ABF Blekinge län                    | Karlshamn, Karlskrona, Olofström, Ronneby, Sölvesborg |
| ABF Dalarna                         | Avesta, Borlänge, Falun, Gagnef, Hedemora, Leksand, Ludvika, Malung, Mora, Orsa, Rättvik, Smedjebacken, Säter, Vansbro, Älvdalen                            |
| ABF Gotland                         | - |
| ABF Gävleborg                       | Bollnäs, Gävle, Hofors, Hudiksvall, Ljusdal, Nordanstig, Ockelbo, Ovanåker, Sandviken, Söderhamn                                                            |
| ABF Halland                         | Falkenberg, Halmstad, Hylte, Kungsbacka, Laholm, Varberg |
| ABF Jämtland                        | Berg, Bräcke, Härjedalen, Krokom, Ragunda, Strömsund, Åre, Östersund                                                                                        |
| ABF Jönköpings län                  | Aneby, Eksjö, Gislaved, Gnosjö, Habo, Jönköping, Mullsjö, Nässjö, Sävsjö, Tranås, Vaggeryd, Vetlanda, Värnamo                                               |
| ABF Kalmar län                      | Borgholm, Emmaboda, Hultsfred, Högsby, Kalmar, Mönsterås, Mörbylånga, Nybro, Oskarshamn, Torsås, Vimmerby, Västervik                                        |
| ABF Kronobergs län                  | Alvesta, Lessebo, Ljungby, Markaryd, Tingsryd, Uppvidinge, Växjö, Älmhult                                                                                   |
| ABF Norr                            | Arjeplog, Arvidsjaur, Boden, Gällivare, Haparanda, Jokkmokk, Kalix, Kiruna, Luleå, Pajala, Piteå, Älvsbyn, Överkalix, Övertorneå                            |
| ABF Skåne                           | Bjuv, Bromölla, Burlöv, Båstad, Eslöv, Helsingborg, Hässleholm, Höganäs, Höör, Klippan, Kristianstad, Kävlinge, Landskrona, Lund, Malmö, Osby, Perstorp,... |
| ABF Distriktet i Stockholmsregionen | Botkyrka, Danderyd, Ekerö, Haninge, Huddinge, Järfälla, Lidingö, Nacka, Norrtälje, Nykvarn, Nynäshamn, Salem, Sigtuna, Sollentuna, Solna, Stockholm, Sun... |
| ABF Södermanland                    | Eskilstuna, Flen, Gnesta, Katrineholm, Nyköping, Oxelösund, Strängnäs, Trosa, Vingåker                                                                      |
| ABF i Uppsala län                   | Enköping, Heby, Håbo, Knivsta, Tierp, Uppsala, Älvkarleby, Östhammar                                                                                        |
| ABF Värmlands län                   | Arvika, Eda, Filipstad, Forshaga, Grums, Hagfors, Hammarö, Karlstad, Kil, Kristinehamn, Munkfors, Sunne, Sysslebäck, Säffle, Torsby, Årjäng                 |
| ABF Västerbotten                    | Bjurholm, Dorotea, Lycksele, Malå, Nordmaling, Norsjö, Robertsfors, Skellefteå, Sorsele, Storuman, Tärnaby, Vilhelmina, Vindeln, Vännäs, Umeå, Åsele        |
| ABF Västernorrlands län             | Härnösand, Kramfors, Sollefteå, Sundsvall, Timrå, Ånge, Örnsköldsvik                                                                                        |
| ABF Västmanland                     | Arboga, Fagersta, Hallstahammar, Kungsör, Köping, Norberg, Sala, Skinnskatteberg, Surahammar, Västerås                                                      |
| ABF Västra Götaland                 | Ale, Alingsås, Alingsås, Bengtsfors, Bollebygd, Borås, Dals-Ed, Essunga, Falköping, Färgelanda, Grästorp, Gullspång, Göteborg, Götene, Herrljunga, Hjo, ... |
| ABF Örebro län                      | Askersund, Degerfors, Hallsberg, Hällefors, Ljusnarsberg, Kumla, Karlskoga, Laxå, Lekeberg, Lindesberg, Nora, Örebro                                        |
| ABF Östergötland                    | Boxholm, Finspång, Kinda, Linköping, Mjölby, Motala, Norrköping, Söderköping, Vadstena, Valdemarsvik, Ydre, Åtvidaberg, Ödeshög                             |

## Opinionsbildning
ABF beslutade efter valet 2006 att med hjälp av ett material utarbetat av Helene Lööw, Graeme Atkinson och Stiftelsen Expo sätta igång med studiecirklar om Sverigedemokraterna. ABF i Malmö bestämde sig efter valet 2006 att satsa en miljon kronor på att kämpa mot Sverigedemokraternas fortsatta framfart.
Tankesmedjan Katalys och ABF anordnade 2018 en föreläsningsturné runtom i landet, med anledning av Katalys utredning Klass i Sverige från samma år. Bland annat föreläste Katalys chef Daniel Suhonen på Inkonst i Malmö 22 maj 2018.
Under Almedalsveckan 2019 visade ABF stöd för RFSL som avböjt att medverka med anledning av att nazistiska Nordiska Motståndsrörelsen (NMR) fått tillåtelse att genomföra en manifestation. ABF placerade därför en stol klädd i regnbågsflagga längst fram vid sin scen under Almedalsveckan. Samma år stormade en grupp från NMR seminariet “Inga rasister på våra gator – men hur?” som arrangerades av ABF.
Det feministiska löftet är en antologi som utgavs i maj 2020 av LO och ABF. Antologin innehåller elva fördjupningar inom feminism sett från olika politikområden. Medverkande skribenter är Margot Wallström, Diana Mulinari, Monica Widman Lundmark, Tapio Salonen, Karl-Petter Thorwaldsson med flera.
Streetgäris och ABF lanserade sommaren 2020 podcasten Talet. ABF menar att Talet är ett alternativ till Sommar i P1. Talet vill ge en bredare bild av Sverige och låta fler röster komma till tals.